# Марти, Рудольф
Рудольф Марти (нем. Rudolf Marti, 7 апреля 1950, Швейцария) — швейцарский бобслеист, разгоняющий, выступавший за сборную Швейцарии в середине 1970-х — начале 1980-х годов. Участник двух зимних Олимпийских игр, серебряный призёр Инсбрука, обладатель серебряной медали Лейк-Плэсида, чемпион Европы.

## Биография
Рудольф Марти родился 7 апреля 1950 года, активно заниматься бобслеем начал в 1975 году, сразу стал показывать неплохие результаты и в качестве разгоняющего попал в сборную команду Швейцарии. Благодаря череде удачных выступлений в 1976 году Бехли отправился защищать часть страны на Олимпийские игры в Инсбрук, где со своей командой, куда также вошли пилот Эрих Шерер с разгоняющими Йозефом Бенцем и Ульрихом Бехли, завоевал серебро в программе четвёрок. 
В 1977 году спортсмен удостоился серебра на чемпионате мира в Санкт-Морице, годом спустя взял серебряную награду на мировом первенстве в американском Лейк-Плэсиде. В 1980 году, аккурат перед Олимпиадой, Марти стал чемпионом Европы, со своим четырёхместным экипажем финишировал первым на соревнованиях в Санкт-Морице.
На Играх 1980 года в Лейк-Плэсиде состав экипажа Марти, по сравнению с предыдущей Олимпиадой, не претерпел никаких изменений. Результат тоже не изменился — второе место в зачёте четвёрок, вторая серебряная медаль олимпийского достоинства. Несмотря на то, что с тех пор Рудольф Марти больше никогда не вызывался на Олимпиады, он продолжал выступать на высоком уровне, но уже не так успешно, как раньше. Поэтому вскоре принял решение уйти из профессионального бобслея, уступив место молодым швейцарским разгоняющим.